# Segno di Babinski
In medicina, e in modo particolare in neurologia, il segno di Babinski è la risposta anomala al riflesso cutaneo plantare che indica la presenza di una lesione a carico del tratto corticospinale.

## Storia
È stato individuato dal neurologo francese Joseph Babinski (1857-1932). La prima descrizione completa di questo fenomeno fu pubblicata dall'autore nel 1898. Questo sarebbe il primo studio in cui viene posta in relazione l'estensione dorsale dell'alluce con una lesione del tratto piramidale.

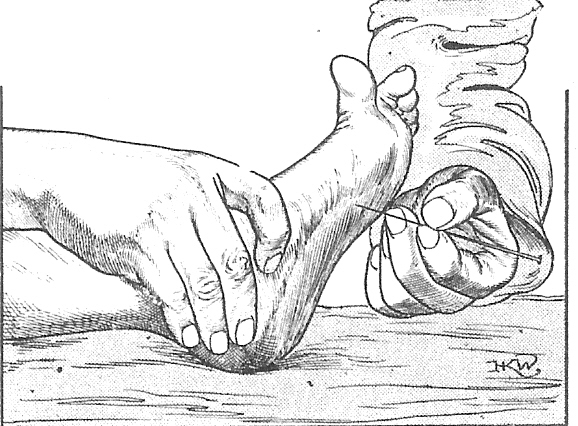
Segno di Babinski

## Metodo
Il riflesso cutaneo plantare si evoca strisciando una punta smussata lungo il margine laterale della pianta del piede, partendo da sopra il tallone, e portandola verso la parte supero-interna fino al primo metatarso. Nell'adulto, in condizioni di normalità, si induce la flessione plantare delle dita del piede. In presenza di lesioni a carico del sistema corticospinale, lo stesso stimolo evoca la flessione dorsale (o estensione plantare) dell'alluce e l'apertura "a ventaglio" delle altre dita (fenomeno di Dupré), determinando quindi l'inversione del riflesso cutaneo plantare. Tale fenomeno si chiama appunto "segno di Babinski".
Altre manovre semiologiche sono in grado di provocare l'estensione plantare (o dorsiflessione) dell'alluce, e hanno lo stesso significato del segno di Babinski, ossia di dimostrare, attraverso l'inversione del riflesso plantare, un'alterazione della via piramidale. Queste sono il segno di Oppenheim (che si evoca strisciando il proprio pollice unito all'indice lungo la cresta tibiale del paziente, partendo dal ginocchio verso il piede), il segno di Chaddock (che si genera strisciando una punta smussa lungo il margine del malleolo esterno verso la parte anteriore del piede), la compressione con entrambe le mani del polpaccio (segno di Gordon), la compressione del tendine d'Achille, il tirare verso l'esterno e verso il basso il quarto dito.
Nei casi dubbi, è possibile combinare in maniera sinergica la manovra di Babinski con quella di Oppenheim, e le altre manovre, inducendo un rinforzo della risposta (ricordiamo: in condizioni normali, di flessione plantare/estensione dorsale; mentre in presenza di alterazioni patologiche del tratto piramidale, di dorsiflessione/estensione plantare).

## Significato patologico

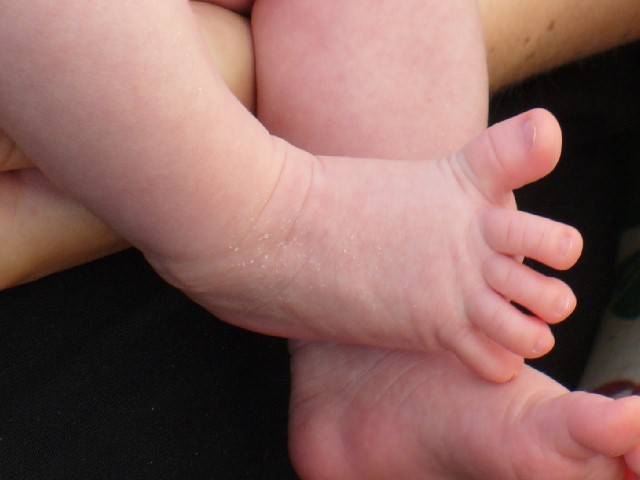
Segno di Babinski in un neonato

Tale risposta anomala sarebbe dovuta al mancato controllo, da parte dei centri nervosi superiori lesionati, del riflesso spinale di allontanamento dagli stimoli nocivi. In accordo con tale ipotesi, è da notare che nei neonati, nei quali lo sviluppo del sistema nervoso centrale non è ancora completo, il riflesso cutaneo plantare è normalmente in dorsiflessione/estensione plantare (come del resto può avvenire in alcune fasi del sonno in cui si allenta il controllo corticale sui riflessi). La normale risposta in flessione plantare/estensione dorsale è generalmente evocabile in soggetti di età superiore a un anno.